# Gran Premio del Giappone 2011
Il Gran Premio del Giappone 2011 si è corso domenica 9 ottobre 2011 sul Circuito di Suzuka, quindicesima prova della stagione 2011 del Campionato mondiale di Formula 1 ed è stato vinto dal britannico Jenson Button su McLaren-Mercedes, al suo dodicesimo successo nel mondiale. Button ha preceduto sul traguardo lo spagnolo Fernando Alonso su Ferrari ed il tedesco Sebastian Vettel su Red Bull Racing-Renault.
Con questi risultati Vettel ha ottenuto la certezza matematica della vittoria del suo secondo titolo mondiale consecutivo.

## Vigilia

### Sviluppi futuri
La Mercedes GP si assicura l'operato di Aldo Costa, ex direttore tecnico della Ferrari, che diventerà direttore della engineering, e di Geoff Willis, già direttore tecnico della HRT e della Red Bull Racing, che diventerà responsabile aerodinamico, dei sistemi di controllo e delle funzioni di simulazione.
Jenson Button prolunga il suo contratto alla McLaren-Mercedes come pilota titolare.

### Analisi per il campionato piloti
Dopo aver vinto anche a Singapore, a Sebastian Vettel manca soltanto un punto per laurearsi campione del mondo piloti di Formula 1 per la seconda volta consecutiva. Il tedesco può vincere il titolo piloti classificandosi decimo, ma se non finirà la gara in zona punti, Jenson Button, suo unico rivale per la corsa al titolo, non dovrà vincere la gara.
Invece, al contrario, per poter vincere il campionato piloti, Jenson Button dovrà vincere ogni gara fino al termine del campionato mondiale, quindi tutte e cinque le gare rimanenti prima della fine di quest'ultima, mentre Vettel in questo caso dovrà classificarsi almeno in una posizione uguale o peggiore all'undicesima, o non finire le gare.

### Aspetti tecnici
La Pirelli, fornitore unico degli pneumatici, annuncia per questo gran premio coperture di tipo morbido e medio.
Da inizio stagione molti piloti, per prevenire incidenti come quello patito da Felipe Massa nel Gran Premio d'Ungheria 2009, pongono sulla visiera una striscia di Zylon. Questa nuova tipologia di casco pesa 50 gr in più della precedente.  Da questo gran premio diventano obbligatori
Le conseguenze della fuga radioattiva dalla centrale di Fukushima, a seguito del terremoto dell'11 marzo 2011, provocano delle preoccupazioni nei team che affrontano la trasferta in Giappone. La Red Bull decide di portare tutto il cibo per la scuderia dall'Europa. La situazione è comunque tale da non mettere in dubbio lo svolgimento del gran premio, a differenza di quanto accade per il Gran Premio motociclistico, programmato una sola settimana prima di quello della Formula 1. Per quella gara infatti, da correre sul Circuito di Motegi, a soli 130 km da Fukushima, era stato messo fortemente in dubbio lo svolgimento dell'evento e gli stessi piloti e team furono fortemente preoccupati dalla situazione.
La FIA pone la zona per l'attivazione del DRS sul rettilineo principale. Il detection point è posto prima dell'inizio del Casio Triangle.

### Aspetti sportivi
L'ex campione del mondo di F1, l'australiano Alan Jones è nominato commissario aggiunto da parte della FIA.
Nella prima sessione del venerdì Narain Karthikeyan ha preso il posto di Vitantonio Liuzzi all'HRT-Cosworth, Nico Hülkenberg quello di Adrian Sutil alla Force India-Mercedes e Karun Chandhok quello di Heikki Kovalainen alla Lotus-Renault.

## Prove

### Resoconto
Nella prima sessione di prove libere del venerdì il miglior tempo è fatto segnare da Jenson Button che precede il compagno di scuderia alla McLaren-Mercedes Lewis Hamilton. Il leader della classifica mondiale Sebastian Vettel è protagonista di un'uscita di pista alla Degner, senza conseguenze fisiche.
Nella seconda sessione il duo della McLaren-Mercedes si è posto in testa alla classifica dei tempi già nella prime fasi della sessione. Successivamente sia Fernando Alonso su Ferrari che Mark Webber su RBR-Renault hanno battuto i tempi dei due piloti inglesi. Incidente per Rubens Barrichello, che è finito nelle barriere alla Degner. Poco dopo Button ha fatto segnare il tempo migliore, che non è stato battuto da altri piloti.
Nella parte finale i team hanno testato le gomme morbide nel long run. Vitantonio Liuzzi ha potuto effettuare solo due giri per un problema alla pressione dell'acqua. Michael Schumacher è multato di 5000 € per aver superato, in fase di ingresso della corsia dei box, il segnalatore che delimita la corsia stessa.
Nella sessione del sabato Jenson Button si è portato in testa già nella prima parte. Negli ultimi minuti le scuderie si sono concentrate nell'utilizzo di gomme morbide. Il primo team a utilizzare tali coperture è stata la Mercedes GP che ha fatto segnare il tempo migliore prima con Nico Rosberg poi con Michael Schumacher. Un incidente di Bruno Senna allo Spoon ha costretto i commissari ad esporre le bandiere rosse per qualche minuto.
Successivamente si è riportato al comando Button, seguito dal compagno di scuderia Lewis Hamilton e da Sebastian Vettel. La HRT di Vitantonio Liuzzi ha scontato nuovamente dei problemi idraulici.

### Risultati
Nella prima sessione del venerdì si è avuta questa situazione:
| Pos | Nº | Pilota           | Costruttore      | Tempo    | Gap    | Giri |
| --- | -- | ---------------- | ---------------- | -------- | ------ | ---- |
| 1   | 4  | Jenson Button    | McLaren-Mercedes | 1'33"634 |        | 20   |
| 2   | 3  | Lewis Hamilton   | McLaren-Mercedes | 1'33"725 | +0"091 | 18   |
| 3   | 1  | Sebastian Vettel | RBR-Renault      | 1'34"090 | +0"456 | 22   |

Nella seconda sessione del venerdì si è avuta questa situazione:
| Pos | Nº | Pilota           | Costruttore      | Tempo    | Gap    | Giri |
| --- | -- | ---------------- | ---------------- | -------- | ------ | ---- |
| 1   | 4  | Jenson Button    | McLaren-Mercedes | 1'31"901 |        | 32   |
| 2   | 5  | Fernando Alonso  | Ferrari          | 1'32"075 | +0"174 | 33   |
| 3   | 1  | Sebastian Vettel | RBR-Renault      | 1'32"095 | +0"194 | 35   |

Nella sessione del sabato mattina si è avuta questa situazione:
| Pos | Nº | Pilota           | Costruttore      | Tempo    | Gap    | Giri |
| --- | -- | ---------------- | ---------------- | -------- | ------ | ---- |
| 1   | 4  | Jenson Button    | McLaren-Mercedes | 1'31"255 |        | 13   |
| 2   | 3  | Lewis Hamilton   | McLaren-Mercedes | 1'31"762 | +0"507 | 16   |
| 3   | 1  | Sebastian Vettel | RBR-Renault      | 1'32"122 | +0"867 | 18   |

## Qualifiche

### Resoconto
Nella Q1 va in testa nei primi minuti Sebastian Vettel su RBR-Renault, seguito dal compagno di scuderia Mark Webber; poco dopo è Fernando Alonso a far segnare il tempo migliore, mentre Lewis Hamilton è autore di una divagazione in una via di fuga.
Nico Rosberg della Mercedes GP non riesce a prendere parte alla sessione per un problema idraulico al cambio, così come Vitantonio Liuzzi dell'Hispania, che sconta ancora problemi, della stessa natura, sulla sua monoposto. Miglior sorte per Bruno Senna, della Renault, a cui i meccanici riparano la vettura danneggiata nelle libere della mattina.
Negli ultimi minuti della sessione Kamui Kobayashi, su Sauber-Ferrari strappa il tempo migliore. Vengono eliminati, oltre a Rosberg e Liuzzi, anche l'altra HRT, le due Virgin-Cosworth e le due Lotus-Renault. Rosberg e Liuzzi vengono ammessi alla gara dai commissari pur non avendo fatto segnare tempi validi in prova.
Nella fase iniziale della Q2 prevale Vettel, passato poi da Hamilton. Nelle fasi finali prima Pastor Maldonado sale al nono posto, portando Jaime Alguersuari fuori dalla top ten. Il messicano della Sauber, Pérez, sconta invece noie idrauliche. Nell'ultimo tentativo Kobayashi passa ottavo, poi Adrian Sutil si piazza nono, infine Senna entra tra i primi dieci. Vengono eliminati quindi, oltre a Pérez, i due della Force India-Mercedes, i due della Williams-Cosworth e i due della STR-Ferrari.
Nella Q3 va in testa Hamilton mentre Button è secondo. Vettel è solo terzo, davanti al compagno Webber. Nel secondo tentativo Vettel strappa il tempo migliore, Button abbassa il suo tempo, battendo Hamilton, ma fermandosi a soli 9 millesimi da Vettel. Per lui è la pole 27, per la Red Bull la pole numero 35, la quindicesima su quindici gare della stagione. Kamui Kobayashi, pur non avendo fatto segnare un tempo in Q3 è qualificato settimo in quanto aveva iniziato un giro cronometrato, a differenza di Michael Schumacher, Bruno Senna e Vitalij Petrov che, quindi, sono stati classificati seguendo la loro numerazione.
Al termine delle qualifiche Lewis Hamilton si è lamentato con Michael Schumacher per essere stato danneggiato dal tedesco durante il suo ultimo tentativo, con un rischio di contatto fra i due. Schumacher ha risposto dicendo che le responsabilità sono da attribuire al britannico.

### Risultati
Nella sessione di qualifica si è avuta questa situazione:
| Pos                         | Nº | Pilota             | Costruttore          | Q1          | Q2          | Q3          | Griglia |
| --------------------------- | -- | ------------------ | -------------------- | ----------- | ----------- | ----------- | ------- |
| 1                           | 1  | Sebastian Vettel   | RBR-Renault          | 1'33"051    | 1'31"424    | 1'30"466    | 1       |
| 2                           | 4  | Jenson Button      | McLaren-Mercedes     | 1'32"947    | 1'31"434    | 1'30"475    | 2       |
| 3                           | 3  | Lewis Hamilton     | McLaren-Mercedes     | 1'32"843    | 1'31"139    | 1'30"617    | 3       |
| 4                           | 6  | Felipe Massa       | Ferrari              | 1'33"235    | 1'31"909    | 1'30"804    | 4       |
| 5                           | 5  | Fernando Alonso    | Ferrari              | 1'32"817    | 1'31"612    | 1'30"886    | 5       |
| 6                           | 2  | Mark Webber        | RBR-Renault          | 1'33"135    | 1'31"576    | 1'31"156    | 6       |
| 7                           | 16 | Kamui Kobayashi    | Sauber-Ferrari       | 1'32"626    | 1'32"380    | senza tempo | 7       |
| 8                           | 7  | Michael Schumacher | Mercedes GP          | 1'33"748    | 1'32"116    | senza tempo | 8       |
| 9                           | 9  | Bruno Senna        | Renault              | 1'33"359    | 1'32"297    | senza tempo | 9       |
| 10                          | 10 | Vitalij Petrov     | Renault              | 1'32"877    | 1'32"245    | senza tempo | 10      |
| 11                          | 14 | Adrian Sutil       | Force India-Mercedes | 1'32"761    | 1'32"463    | N.D.        | 11      |
| 12                          | 15 | Paul di Resta      | Force India-Mercedes | 1'33"499    | 1'32"746    | N.D.        | 12      |
| 13                          | 11 | Rubens Barrichello | Williams-Cosworth    | 1'33"921    | 1'33"079    | N.D.        | 13      |
| 14                          | 12 | Pastor Maldonado   | Williams-Cosworth    | 1'33"781    | 1'33"224    | N.D.        | 14      |
| 15                          | 18 | Sébastien Buemi    | STR-Ferrari          | 1'33"064    | 1'33"227    | N.D.        | 15      |
| 16                          | 19 | Jaime Alguersuari  | STR-Ferrari          | 1'35"111    | 1'33"427    | N.D.        | 16      |
| 17                          | 17 | Sergio Pérez       | Sauber-Ferrari       | 1'34"704    | senza tempo | N.D.        | 17      |
| 18                          | 20 | Heikki Kovalainen  | Lotus-Renault        | 1'35"454    | N.D.        | N.D.        | 18      |
| 19                          | 21 | Jarno Trulli       | Lotus-Renault        | 1'35"514    | N.D.        | N.D.        | 19      |
| 20                          | 25 | Jérôme d'Ambrosio  | Virgin-Cosworth      | 1'36"439    | N.D.        | N.D.        | 20      |
| 21                          | 24 | Timo Glock         | Virgin-Cosworth      | 1'36"507    | N.D.        | N.D.        | 21      |
| 22                          | 22 | Daniel Ricciardo   | HRT-Cosworth         | 1'37"846    | N.D.        | N.D.        | 22      |
| Tempo limite 107%: 1'39"109 |    |                    |                      |             |             |             |         |
| NQ                          | 8  | Nico Rosberg       | Mercedes GP          | senza tempo | N.D.        | N.D.        | 23      |
| NQ                          | 23 | Vitantonio Liuzzi  | HRT-Cosworth         | senza tempo | N.D.        | N.D.        | 24      |

Con i tempi in grassetto sono visualizzate le migliori prestazioni in Q1, Q2 e Q3.

## Gara

### Resoconto
Al via Sebastian Vettel mantiene la testa della gara, riuscendo a resistere all'attacco di Jenson Button. L'inglese, chiuso dal tedesco, cede una posizione al compagno di scuderia Lewis Hamilton. Per la manovra su Button, Vettel viene posto sotto indagine dai commissari, che però non decidono nessuna sanzione. Dietro i primi tre vi sono le due Ferrari di Felipe Massa e Fernando Alonso, seguite da Mark Webber, Michael Schumacher e le due Force India. Parte male, per un problema con l'antistallo, l'unico giapponese in gara, Kamui Kobayashi che da settimo si ritrova dodicesimo.
Al sesto giro le due Ferrari si scambiano la posizione. Al giro 8 stessa sorte per le due McLaren: Jenson Button passa Hamilton che è però penalizzato da una foratura che lo costringe a una sosta ai box. Entro il dodicesimo giro si fermano tutti i piloti di testa con Alonso che resta davanti ad Hamilton.
Al giro 12 la STR di Sébastien Buemi perde una ruota male avvitata ed è costretta al ritiro. Al ventesimo giro le due RBR, separate in pista da dieci secondi, rientrano una dopo l'altra per il cambio gomme e tutto fila liscio. Button va al pit stop il giro seguente e riesce a tenere dietro Vettel, che è molto vicino al britannico.
Al giro seguente Felipe Massa attacca Lewis Hamilton all'ultima chicane: i due si toccano e la Ferrari perde un pezzo di alettone. Un altro contatto avviene con Webber che, in rimonta, attacca Schumacher, perdendo qualche pezzo dell’ala anteriore. I detriti dei due contatti rimangono in traiettoria tanto che i commissari decidono per l'entrata della vettura di sicurezza. Alla ripartenza della gara le posizioni di testa rimangono invariate con Button davanti a Vettel, Alonso, Webber, Massa, Hamilton e Schumacher, tutti con due stop effettuati e la necessità di almeno un altro per montare le gomme medie.
Alla fine del giro 33 Vettel anticipa il cambio gomme. Alonso compie il suo cambio gomme quattro giri dopo, e rientra in pista davanti al tedesco. Dopo tutti gli stop dei primi, Lewis Hamilton passa Felipe Massa al giro 38 portandosi in quinta posizione. Schumacher, come il compagno Rosberg, allunga lo stint e si trova anche per tre giri in testa alla gara, per la prima volta dal Gran Premio del Giappone 2006.
Negli ultimi giri Jenson Button riesce a mantenere il vantaggio su Fernando Alonso, a sua volta tallonato da Sebastian Vettel. Per l'inglese è la vittoria numero dodici (all'ultimo giro Button conquista anche il giro più veloce della gara, con un tempo di un solo millesimo più rapido del miglior tempo fatto segnare da Sergio Pérez), mentre, con questi punti, Vettel conquista matematicamente il suo secondo titolo piloti consecutivo, diventando il più giovane bi-campione del mondo nella storia del Campionato mondiale di Formula 1.

### Risultati
I risultati del gran premio sono i seguenti:
| Pos | Nº | Pilota             | Costruttore          | Giri | Tempo/Ritiro | Griglia | Punti |
| --- | -- | ------------------ | -------------------- | ---- | ------------ | ------- | ----- |
| 1   | 4  | Jenson Button      | McLaren-Mercedes     | 53   | 1h30'53"427  | 2       | 25    |
| 2   | 5  | Fernando Alonso    | Ferrari              | 53   | +1"160       | 5       | 18    |
| 3   | 1  | Sebastian Vettel   | RBR-Renault          | 53   | +2"006       | 1       | 15    |
| 4   | 2  | Mark Webber        | RBR-Renault          | 53   | +8"071       | 6       | 12    |
| 5   | 3  | Lewis Hamilton     | McLaren-Mercedes     | 53   | +24"268      | 3       | 10    |
| 6   | 7  | Michael Schumacher | Mercedes GP          | 53   | +27"120      | 8       | 8     |
| 7   | 6  | Felipe Massa       | Ferrari              | 53   | +28"240      | 4       | 6     |
| 8   | 17 | Sergio Pérez       | Sauber-Ferrari       | 53   | +39"377      | 17      | 4     |
| 9   | 10 | Vitalij Petrov     | Renault              | 53   | +42"607      | 10      | 2     |
| 10  | 8  | Nico Rosberg       | Mercedes GP          | 53   | +44"322      | 23      | 1     |
| 11  | 14 | Adrian Sutil       | Force India-Mercedes | 53   | +54"447      | 11      |       |
| 12  | 15 | Paul di Resta      | Force India-Mercedes | 53   | +1'02"326    | 12      |       |
| 13  | 16 | Kamui Kobayashi    | Sauber-Ferrari       | 53   | +1'03"705    | 7       |       |
| 14  | 12 | Pastor Maldonado   | Williams-Cosworth    | 53   | +1'04"194    | 14      |       |
| 15  | 19 | Jaime Alguersuari  | STR-Ferrari          | 53   | +1'06"623    | 16      |       |
| 16  | 9  | Bruno Senna        | Renault              | 53   | +1'12"628    | 9       |       |
| 17  | 11 | Rubens Barrichello | Williams-Cosworth    | 53   | +1'14"191    | 13      |       |
| 18  | 20 | Heikki Kovalainen  | Lotus-Renault        | 53   | +1'27"824    | 18      |       |
| 19  | 21 | Jarno Trulli       | Lotus-Renault        | 53   | +1'36"140    | 19      |       |
| 20  | 24 | Timo Glock         | Virgin-Cosworth      | 51   | +2 giri      | 21      |       |
| 21  | 25 | Jérôme d'Ambrosio  | Virgin-Cosworth      | 51   | +2 giri      | 20      |       |
| 22  | 22 | Daniel Ricciardo   | HRT-Cosworth         | 51   | +2 giri      | 22      |       |
| 23  | 23 | Vitantonio Liuzzi  | HRT-Cosworth         | 50   | +3 giri      | 24      |       |
| Rit | 18 | Sébastien Buemi    | STR-Ferrari          | 11   | Ruota        | 15      |       |

## Classifiche Mondiali

### Piloti
| Pos | Pilota             | Punti |
| --- | ------------------ | ----- |
| 1   | Sebastian Vettel   | 324   |
| 2   | Jenson Button      | 210   |
| 3   | Fernando Alonso    | 202   |
| 4   | Mark Webber        | 194   |
| 5   | Lewis Hamilton     | 178   |
| 6   | Felipe Massa       | 90    |
| 7   | Nico Rosberg       | 63    |
| 8   | Michael Schumacher | 60    |
| 9   | Vitalij Petrov     | 36    |
| 10  | Nick Heidfeld      | 34    |
| 11  | Adrian Sutil       | 28    |
| 12  | Kamui Kobayashi    | 27    |
| 13  | Paul di Resta      | 20    |
| 14  | Jaime Alguersuari  | 16    |
| 15  | Sergio Pérez       | 13    |
| 16  | Sébastien Buemi    | 13    |
| 17  | Rubens Barrichello | 4     |
| 18  | Bruno Senna        | 2     |
| 19  | Pastor Maldonado   | 1     |

### Costruttori
| Pos | Team                 | Punti |
| --- | -------------------- | ----- |
| 1   | RBR-Renault          | 518   |
| 2   | McLaren-Mercedes     | 388   |
| 3   | Ferrari              | 292   |
| 4   | Mercedes GP          | 123   |
| 5   | Renault              | 72    |
| 6   | Force India-Mercedes | 48    |
| 7   | Sauber-Ferrari       | 40    |
| 8   | STR-Ferrari          | 29    |
| 9   | Williams-Cosworth    | 5     |